# IF Spartania
IF Spartania var en svensk idrottsförening som grundades på Kungsholmen i Stockholm 1919. Bland grundarna fanns Bertil Elbe. Klubben växte snabbt till omkring 400 medlemmar och hade vissa år upp till fem juniorlag i fotboll. Hemmaplan var kohagen i Karlberg. Bland triumferna för Spartania var en seger med 1-0 mot Hammarby IF på Hammarby idrottsplats. IF Spartania upplöstes 1927.